# Karl Rolf Seufert

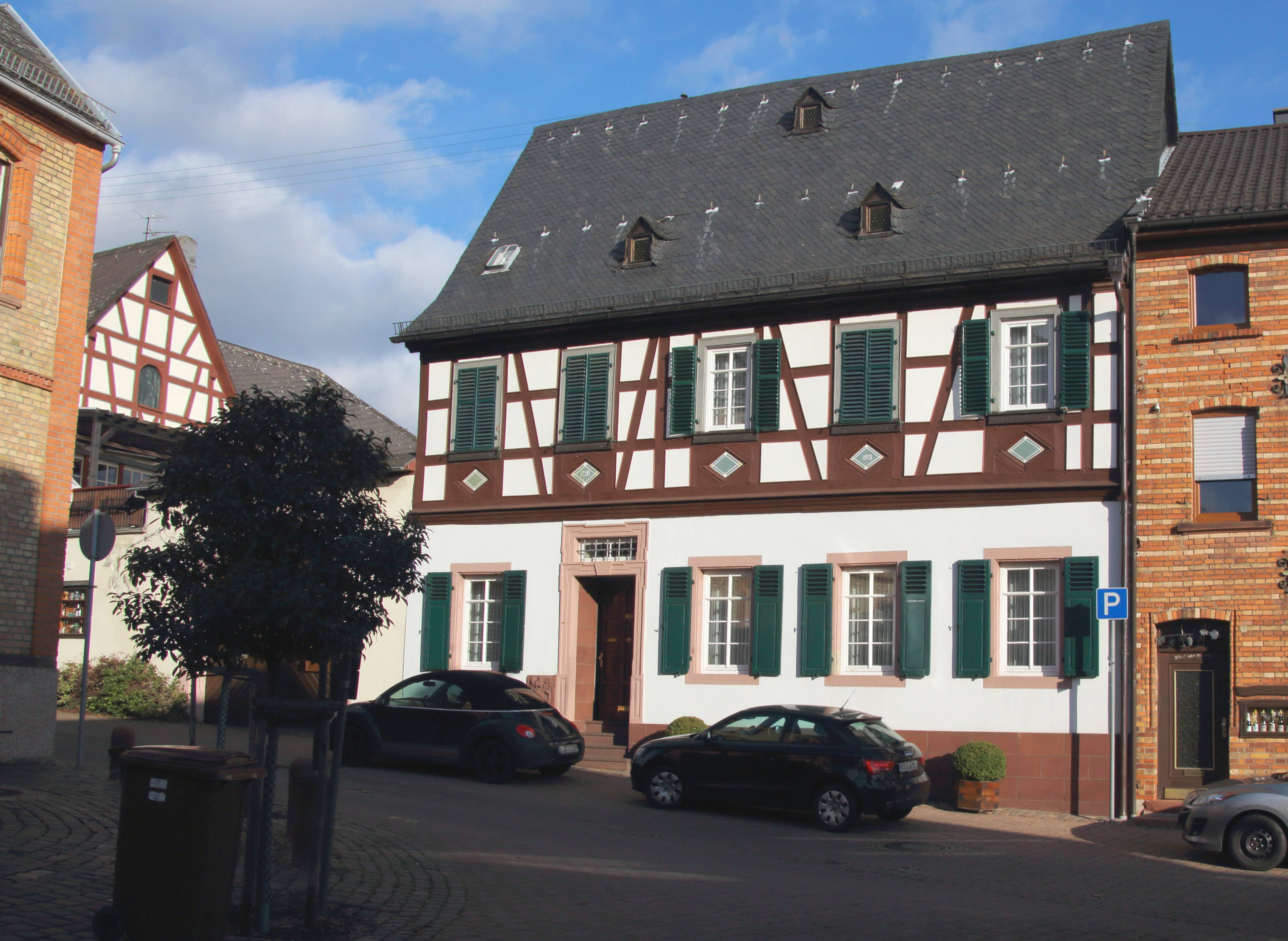
Ehemaliges Wohnhaus des Schriftstellers Karl Rolf Seufert in Hallgarten im Rheingau

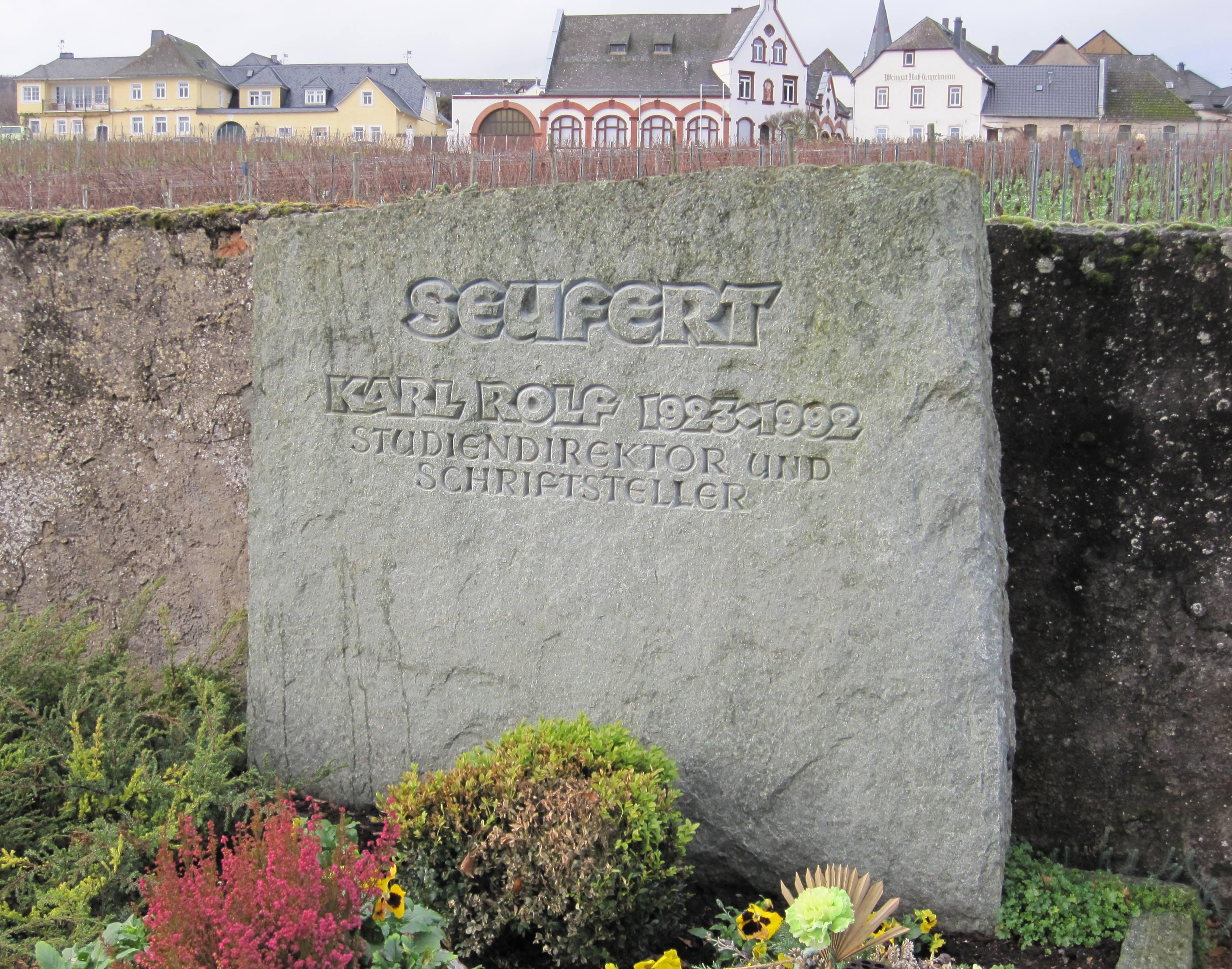
Grabmal auf dem Friedhof Hallgarten

Karl Rolf Seufert (Pseudonym: Charles Hallgarten; * 1. Dezember 1923 in Frankfurt am Main; † 18. Oktober 1992 in Eltville am Rhein) war ein deutscher Schriftsteller.

## Leben
Karl Rolf Seufert studierte Germanistik und Geschichte. Nach Kriegsdienst und -gefangenschaft lebte er ab 1945 bis zu seinem Tod in Hallgarten im Rheingau, wo er auch beerdigt wurde. An der Volksschule von Oestrich war er als Lehrer tätig. Seufert unternahm ausgedehnte Reisen, vor allem nach Afrika und Ostasien.
Karl Rolf Seuferts literarisches Werk umfasst zahlreiche Jugendbücher; neben einigen historischen Romanen schrieb er vor allem kulturhistorische Sachbücher und erzählende Berichte über Forschungsreisende des 19. und 20. Jahrhunderts und ihre Expeditionen in Asien, Afrika und Amerika. Auch seine eigenen Reisen, insbesondere jene, die ihn 1966 nach China führte, verarbeitete Seufert in Buchform. Karl Rolf Seufert, dessen Werke mehrfach auf der Auswahlliste zum Deutschen Jugendbuchpreis standen, erhielt u. a. 1962 den Friedrich-Gerstäcker-Preis und 1974 den Kurt-Lütgen-Sachbuchpreis.

## Werke
- Die Karawane der weißen Männer, Freiburg i. Br. [u. a.] 1961
- Die Türme von Mekka, Freiburg i. Br. [u. a.] 1963
- Die Kunst Gutenbergs, Eltville am Rhein 1964
- Der Palast der Geister, Zürich 1965
- Die vergessenen Buddhas, Freiburg i. Br. [u. a.] 1965
- Das Jahr in der Steppe, Freiburg i. Br. [u. a.] 1967
- Der Berg der Geister, Wien 1969
- Die geheimnisvolle Sänfte, Wien 1969
- Unter Wüstenräubern, Zürich 1970
- Abenteuer Afrika, Freiburg im Breisgau [u. a.] 1971
- Einmal China und zurück, Baden-Baden 1971
- Und morgen nach Nimrud, Würzburg 1971
- Ihr Ritt nach Lhasa, Würzburg 1972
- Die Schätze von Copán, Würzburg 1972
- Dreitausend Jahre Afrika, Baden-Baden 1973
- Durch den schwarzen Kontinent, Würzburg 1973
- Neunzig Tage bis Harar, Würzburg 1973
- Das Geheimnis des Lualaba, Würzburg 1974
- Vorstoß zum Reich der Mitte, Würzburg 1975
- Die Abenteuer sind noch nicht zu Ende, Würzburg 1977
- Die Straße der wilden Abenteuer, Würzburg 1978
- Unterwegs auf vielen Straßen, Würzburg 1979
- Pfad der Tränen, Würzburg 1980
- Gegen den Wind nach Westen, Bayreuth 1981
- Und morgen woanders, Würzburg 1981
- ... ist ein feins Ländlein, Bad Schwalbach 1983
- Das Rätsel der großen Steine, Würzburg 1983
- Rheingauer Impressionen, Eltville am Rhein 1987
- Sie kamen von Mitternacht, Freiburg im Breisgau [u. a.] 1987
- Unter den Hügeln das Gold, Bindlach 1987
- Das Zeichen von Lambarene, Bindlach 1988
- Magie des blauen Lichts, Bindlach 1989
- Aufbruch am heiligen Fluß, Bindlach 1990
- Kurs West!, Bindlach 1992
- Dem Wind entgegen, Bindlach 1994